# IC 349
Nébuleuse de Mérope de Barnard
Ne doit pas être confondu avec Nébuleuse de Mérope.
Nébuleuse par réflexion
IC 349, aussi connue comme la nébuleuse de Mérope de Barnard (à ne pas confondre avec la nébuleuse de Mérope), est une nébuleuse qui se trouve à 3 500 unités astronomiques (0,06 année-lumière) de l'étoile Mérope, dans l'amas des Pléiades.